# Eilema testacea
Eilema testacea är en fjärilsart som beskrevs av Rothschild 1912. Eilema testacea ingår i släktet Eilema och familjen björnspinnare. Inga underarter finns listade i Catalogue of Life.